# Azusa
Azusa város az USA Kalifornia állam Los Angeles megyéjében. Lakosainak száma 50 000 fő (2020. április 1.).

## Népesség
A település népességének változása:
| Lakosok száma | 46 672 | 46 361 | 50 000 |
|               | 2009   | 2010   | 2020   |